# 馬克斯·馬奧尼
馬克斯韋爾·約翰·馬奧尼（1998年6月29日—）為美國男子籃球運動員，最後效力於超級籃球聯賽臺灣銀行。
馬奧尼來自巴斯金嶺。2015年10月，馬奧尼承諾就讀波士頓大學，NCAA時期場均13分、6籃板、1.6助攻，整體命中率為60%。2020年9月，馬奧尼與基希海姆騎士簽約，展開職業生涯。2021年9月，哈爾科夫獵鷹引進馬奧尼。2022年10月，馬奧尼加盟超級籃球聯賽臺灣銀行，中文登錄名為「瑪哈尼」。馬奧尼在2024年第21季SBL因膝蓋半月板進行手術而賽季報銷，臺灣銀行與馬奧尼提前結束合約，引進莫里斯·卡魯。2024年11月，馬奧尼重返臺灣銀行。2025年2月，臺灣銀行宣布馬奧尼因傷提前結束合約。
馬奧尼的祖父約翰（John Mahoney）在1955年NBA选秀第六輪被波士顿凯尔特人選中。

## 外部連結
- 馬克斯·馬奧尼在fiba.basketball（英语）
- 馬克斯·馬奧尼在Sports-Reference.com（NCAA）（英语）
- 馬克斯·馬奧尼在Eurobasket.com（球員）（英语）
- 馬克斯·馬奧尼在RealGM（英语）
- 馬克斯·馬奧尼在Proballers（英语）
- 馬克斯·馬奧尼在Flashscore（英语）